# Kuppitsch

Innenansicht vom Erdgeschoß vom Kuppitsch an der Schottengasse (2009)

1. Stockwerk in der Buchhandlung Schottengasse (2009)

Kuppitsch ist eine der ältesten noch bestehenden Wiener Buchhandlungen, obzwar seit 2019 Teil der Thalia-Bücherkette. Die Adresse ist Schottengasse 4 im 1. Wiener Gemeindebezirk Innere Stadt.

## Geschichte

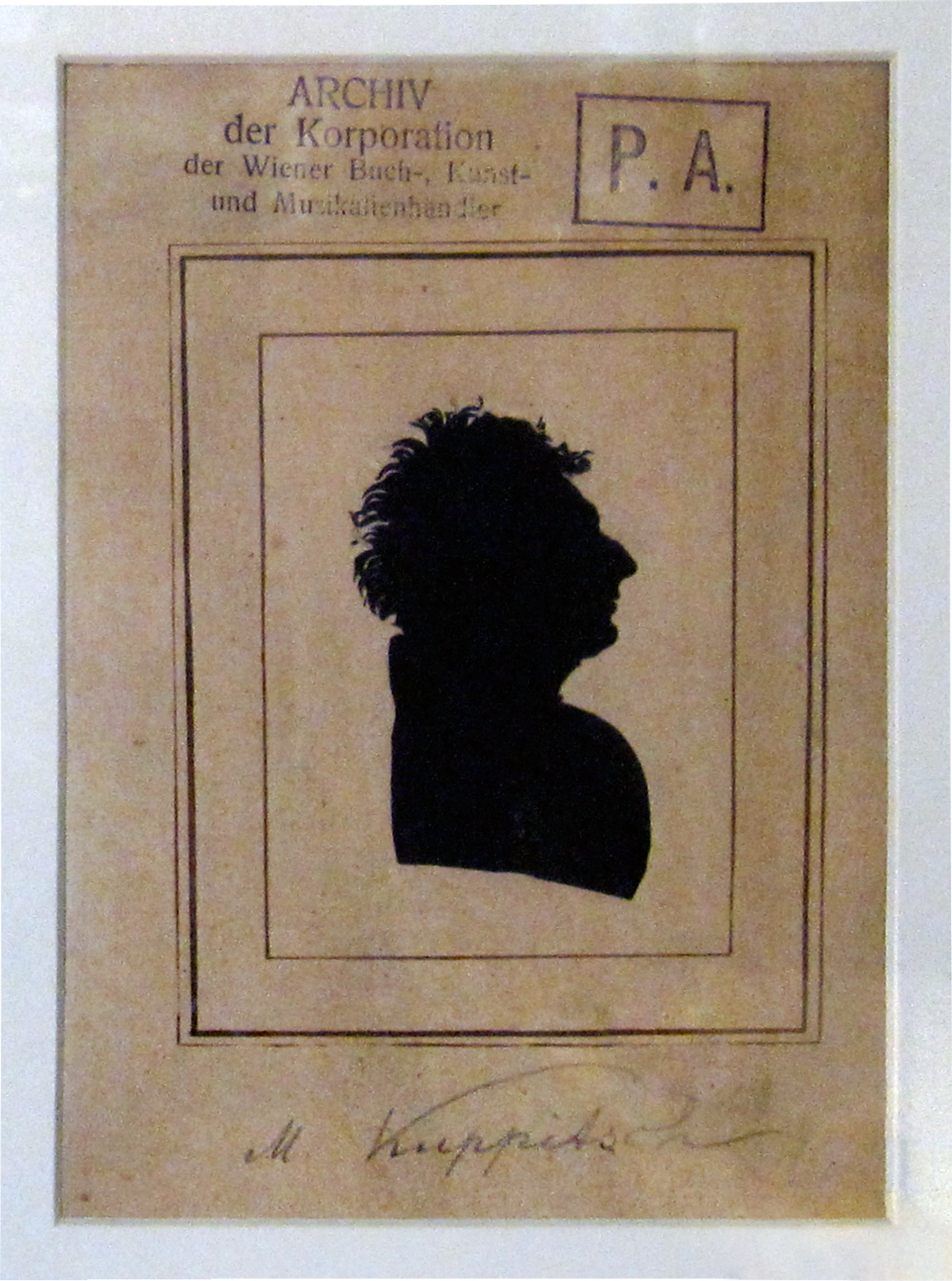
Schattenriss von Matthäus Kuppitsch

Im April 1789 wurde Theresia Racca die kaiserliche „Befugniß zum Verkauf von Kupferstichen und alten Büchern“ erteilt. 
Im Oktober 1801 gab Theresia Racca diese an ihren Mitarbeiter Franz Grund (1776–1816) ab, der die Buchhandlung bis zu seinem Tod führte. 
Seine Witwe Anna Grund übernahm als seine alleinige Haupterbin die Buchhandlung und schloss mit Matthäus Kuppitsch im Jänner 1821 einen Gesellschaftsvertrag. 
Die Buchhandlung hieß nun Franz Grund sel We & Kuppitsch, Matthäus Kuppitsch war der alleinige Zeichnungsberechtigte. 
Nach Anna Grunds Tod 1825 übernahm er die Firma als Alleineigentümer, im folgenden Jahr erhielt er die Befugnis für den Antiquarbuchhandel. 
1844 wurde er zum k. k. Hofbibliotheks-Antiquar ernannt, er verlegte auch selbst einige Werke. 
Matthäus Kuppitsch verstarb 1849 und seine Witwe Antonie, geb. Haim, führte das Geschäft bis 1868, dann wurde es von Richard Schmidt übernommen. 
1876 verlegte dieser den Standort vom Franziskanerplatz in die Weihburggasse und dann auf den Schottenring.
1886 trat Arnold Schlesinger (1866–1942) als Gehilfe in die Buchhandlung ein. 
1902 übernahm er sie von dem damaligen Besitzer Paul Schlott. 
Seit damals befindet sich die Buchhandlung in Familienbesitz. 
1938 mit dem Einmarsch der Nazis und dem Anschluss von Österreich wurde die Buchhandlung durch Franz Unger „arisiert“. 
Arnold und Amalie Schlesinger begingen daraufhin Selbstmord.
1950 kehrte Grete Günther, die Tochter von Arnold Schlesinger, aus dem Exil zurück und bekam die Buchhandlung restituiert. 
1954 verstarb sie und ihre Töchter Zita Seidl und Monika Beer führten von nun an den Laden.
1961 eröffnete eine Filiale in der neu gebauten Schottenpassage. 
1971 übersiedelte Kuppitsch vom Schottenring in die Schottengasse. 
1978 wurde eine Schallplattenhandlung in der Helferstorferstraße eröffnet. 
1988 wurde eine Filiale im Palais Ferstel eröffnet. 1992 traten Norbert Seidl und Andreas Beer in die Geschäftsleitung ein. 
1998 eröffnete eine weitere Filiale auf dem Campus der Universität Wien.
2000 trat Andreas Beer aus der Geschäftsleitung aus und leitet jetzt eine amerikanisch-österreichische Buchhandlung.
2002 wurde die Zentrale umfassend umgebaut und um ein Stockwerk erweitert. 
2007 verstarb unerwartet der Inhaber und Geschäftsführer Norbert Seidl (23. September 1962–1. August 2007). 
Seitdem führen seine Geschwister Martin und Elisabeth Seidl das Unternehmen. 
2014 feiert die Buchhandlung ihr 225-jähriges Bestehen.
Im Herbst 2019 wird die Buchhandlung Kuppitsch an die deutsche Buchhandelskette Thalia verkauft. Der Name Kuppitsch wie auch die Standorte bleiben laut Ankündigungen erhalten.

## Sortiment
Als Wissenschaftler besaß Matthäus Kuppitsch eine philologische Privatbibliothek. Seine Nachfolger befassten sich mit dem wissenschaftlichen Antiquariat, zahlreiche umfangreiche Fachkataloge wurden erstellt und weit weg versandt. Raritäten werden auch gehandelt. Ein Schwerpunkt von Kuppitsch war die juristische Literatur mit zahlreichen Veröffentlichungen. 
Heute werden neben Büchern DVDs, CDs, Hörbücher auch Tageszeitungen und Zeitschriften angeboten.